# Посольство Пакистана в России
Посольство Пакистана в Москве — дипломатическая миссия Пакистана в России, расположена в Москве в Пресненском районе на улице Садовая-Кудринская.

## Здание Посольства
Адрес главного корпуса посольства: Москва, 123001, улица Садовая-Кудринская № 17 стр. 1.
Особняк, в котором в настоящее время размещается посольство, построен по проекту архитектора К. С. Разумова в 1911—1912 гг. для льнопромышленника А. В. Демидова. Выполнен в эклектичном стиле с элементами, модерна, неоготики и неороманского стиля. После революции и эмиграции Демидова дом был национализирован, использовался под детский сад, затем под контору общества «Автодор».

## Послы Пакистана в России
| - Ага Хилали (1959—1961) - Миан Аршад Хуссейн (1961—1963) - Ахмед Али Салман (1965—1969) - Джамшид Маркер (1969—1971) - Сахабзада Якуб-Хан (1979—1980) - Ифтикар Али (1980—1984) - Шахид Мухаммад Амин (1984—1988) - Абдул Саттар (1988—1990) - Ашраф Джехангир Кази (1991—1994) - Танвир Ахмад Хан (1994—1997) | - Мансур Алам (1997—2000) - Сайед Ифтихар Муршед (2000—2005) - Мустафа Камал Кази (2005—2008) - Мохаммед Халид Хаттак (2008—2013) - Аламгир Башар Хан Бабар (2013—2014) - Захир Аслам Джанджуа (2014—2016) - Кази Мохаммад Халилулла (2016—2019) - Шафкат Али Хан (2020—2023) - Мухаммад Халид Джамали (2023 — н. в.) |